# Marlena Zagoni
Marlena Zagoni, född Predescu den 22 januari 1951 i Lucieni i Dâmbovița, död 31 juli 2025, var en rumänsk roddare.
Hon tog OS-brons i åtta med styrman i samband med de olympiska roddtävlingarna 1980 i Moskva.